# سنگری (مونتانا)
سنگری (به انگلیسی: Sangrey) شهری در ایالت مونتانا کشور ایالات متحده آمریکا است که جمعیت آن در سرشماری سال ۲۰۰۰میلادی،۲۶۳نفر، و در سال ۲۰۱۰ میلادی، ۳۰۶ نفر بوده‌است.

## موقعیت جغرافیایی
موقعیت جغرافیایی شهرها و مناطق اطراف به شرح زیر است: